# Radikal
O Radikal foi um jornal diário da Turquia sediado em Istambul. Era publicado desde 1996 pelo Doğan Media Group, um dos gigantes dos media turcos, que detinha, entre outros, vários canais de televisão e de rádio e os jornais Hürriyet e Milliyet. Foi encerrado em 25 de março de 2016.
Ao contrário de outros diários da Turquia, o Radikal não aparentava apoiar nenhum partido político porque o líder e fundador do grupo proprietário do jornal, Aydın Doğan, queria manter boas relações com quem quer que esteja no poder.[carece de fontes?] Apesar disso, era geralmente considerado como sendo de centro-esquerda ou esquerda liberal, que se demarcava do seu concorrente Cumhuriyet, de matriz kemalista, por um formato gráfico menos austero, por vezes pela abordagem de assuntos mais frívolos (desporto, mexericos, etc.) e uma sensibilidade mais liberal. Mostrava-se um defensor combativo da liberdade de imprensa e dos costumes e era partidário da integração na União Europeia.
Era apreciado pelas suas secções de cultura, artes e entrevistas, bem como alguns dos seus colunistas, como M. Serdar Kuzuloğlu, Hakkı Devrim, Yıldırım Türker, Türker Alkan, Altan Öymen e Nuray Mert. Hasan Celal Güzel, antigo Ministro da Educação, Murat Yetkin e Mustafa Akyol (filho de Taha Akyol) também escrevem para o Radikal.
Em 2007 Orhan Pamuk (Prémio Nobel da Literatura em 2006) e Sezen Aksu (uma cantora, alcunhada de "rainha da pop turca") foram editores-chefes temporários do Radikal em 9 e 14 de janeiro, respetivamente.
Apesar da sua posição em termos de circulação oscilar entre o 18.º e 34.º lugar entre os jornais turcos (c. 62 000 exemplares em 2011, embora já tenha tido tiragens superiores a 90 000 no final de 2010), tinha uma grande influência sobre a opinião pública.[carece de fontes?]